# Synthetic Generation
Synthetic Generation è il primo album della industrial metal band svedese Deathstars, pubblicato dalla Nuclear Blast nel 2002.

## Tracce
1. Semi-Automatic
2. Synthetic Generation
3. New Dead Nation
4. Syndrome
5. Modern Death
6. Little Angel
7. The Revolution Exodus
8. Damn Me
9. the Rape of Virtue
10. Genocide
11. No Light To Shun

## Formazione
- Whiplasher Bernadotte - voce
- Beast X Electric - chitarra
- Nightmare Industries - chitarra, tastiere, programmazione, basso
- Bone W Machine - batteria
- Johanna Beckström - voce femminile